# Wyścig Solidarności i Olimpijczyków 2009
Międzynarodowy Wyścig Kolarski "Solidarności" i Olimpijczyków 2009 – 20. edycja kolarskiego Wyścigu Solidarności i Olimpijczyków, która odbyła się w dniach 1 – 5 lipca 2009. Trasa wyścigu prowadziła od Jastrzębia-Zdroju do Łodzi. W klasyfikacji generalnej wyścigu zwyciężył Artur Król. 

## Etap 1:Jastrzębie-Zdrój—Wadowice(92,8 km)
| Miejsce      | Zawodnik             | Team                            | Czas          |
| ------------ | -------------------- | ------------------------------- | ------------- |
| 1            | Matthias Friedemann  | PSK Whirlpool-Author            | 1:43:28 godz. |
| 2            | Tomasz Lisowicz      | CCC-Polsat-Polkowice            | +0:00:00      |
| 3            | Tino Meier           | LKT Team Brandenburg            | +0:00:00      |
| 4            | Bartosz Huzarski     | ISD Cycling Team                | ?             |
| 5            | Robert Radosz        | Mróz Continental Team           | ?             |
| 6            | Miguel Ángel Rubiano | Centri Della Calzatura-Partizan | ?             |
| 7            | Łukasz Bodnar        | CCC-Polsat-Polkowice            | ?             |
| 8            | Alex Coutts          | Heraklion-Nessebar              | ?             |
| 9            | Jacek Morajko        | Mróz Continental Team           | ?             |
| 10           | Jarosław Dąbrowski   | Amore & Vita-McDonalds          | ?             |
| 1 lipca 2009 |                      |                                 |               |

## Etap 2:Nowy Sącz—Jasło(116,1 km)
| Miejsce      | Zawodnik           | Team                 | Czas          |
| ------------ | ------------------ | -------------------- | ------------- |
| 1            | Roger Kluge        | LKT Team Brandenburg | 2:52:09 godz. |
| 2            | Danilo Hondo       | PSK Whirlpool-Author | +0:00:00      |
| 3            | Dariusz Rudnicki   | Polska-BGŻ           | +0:00:00      |
| 4            | Igor Abakoumov     | ISD Cycling Team     | ?             |
| 5            | Iwajło Gabrowski   | Heraklion-Nessebar   | ?             |
| 6            | Tomasz Smoleń      | CCC-Polsat-Polkowice | ?             |
| 7            | Michał Gołaś       | Amica Chips-Knauf    | ?             |
| 8            | Krzysztof Jeżowski | CCC-Polsat-Polkowice | ?             |
| 9            | Andrij Griwko      | ISD Cycling Team     | ?             |
| 10           | Ingmar Dassler     | LKT Team Brandenburg | ?             |
| 1 lipca 2009 |                    |                      |               |

## Etap 3:Krosno—Jarosław(224,8 km)
| Miejsce      | Zawodnik           | Team                            | Czas          |
| ------------ | ------------------ | ------------------------------- | ------------- |
| 1            | Artur Król         | Centri Della Calzatura-Partizan | 5:48:08 godz. |
| 2            | Danilo Hondo       | PSK Whirlpool-Author            | +0:04:20 min. |
| 3            | Dariusz Rudnicki   | Polska-BGŻ                      | +0:00:00      |
| 4            | Tomasz Smoleń      | CCC-Polsat-Polkowice            | ?             |
| 5            | Igor Abakoumov     | ISD Cycling Team                | ?             |
| 6            | Maroš Kováč        | Dukla Trencin-Merida            | ?             |
| 7            | Iwajło Grabowski   | Heraklion-Nessebar              | ?             |
| 8            | Artur Detko        | Polska-BGŻ                      | ?             |
| 9            | Salvatore Commesso | Meridiana-Kalev Chocolate Team  | ?             |
| 10           | Bartosz Huzarski   | ISD Cycling Team                | ?             |
| 2 lipca 2009 |                    |                                 |               |

## Etap 4:Tarnobrzeg—Radom(194,4 km)
| Miejsce      | Zawodnik            | Team                           | Czas          |
| ------------ | ------------------- | ------------------------------ | ------------- |
| 1            | Roger Kluge         | LKT Team Brandenburg           | 4:34:58 godz. |
| 2            | Danilo Hondo        | PSK Whirlpool-Author           | +0:00:00      |
| 3            | Matthias Friedemann | PSK Whirlpool-Author           | +0:00:00      |
| 4            | Igor Abakoumov      | ISD Cycling Team               | ?             |
| 5            | Dariusz Rudnicki    | Polska-BGŻ                     | ?             |
| 6            | Adam Wadecki        | Team Utensilnord               | ?             |
| 7            | Nicola D’Andrea     | Meridiana-Kalev Chocolate Team | ?             |
| 8            | Emiliano Donadello  | Team Utensilnord               | ?             |
| 9            | Tomasz Smoleń       | CCC-Polsat-Polkowice           | ?             |
| 10           | Kajetan Skrobich    | Polska-BGŻ                     | ?             |
| 3 lipca 2009 |                     |                                |               |

## Etap 5:Skarżysko-Kamienna—Kielce(152,1 km)
| Miejsce      | Zawodnik           | Team                            | Czas          |
| ------------ | ------------------ | ------------------------------- | ------------- |
| 1            | Danilo Hondo       | PSK Whirlpool-Author            | 3:23:44 godz. |
| 2            | Mateusz Komar      | Polska-BGŻ                      | +0:00:00      |
| 3            | Mateusz Mróz       | Mróz Continental Team           | +0:00:00      |
| 4            | Iwajło Gabrowski   | Heraklion-Nessebar              | ?             |
| 5            | Salvatore Commesso | Meridiana-Kalev Chocolate Team  | ?             |
| 6            | Daniele Callegarin | Centri Della Calzatura-Partizan | ?             |
| 7            | Krzysztof Jeżowski | CCC-Polsat-Polkowice            | ?             |
| 8            | Emiliano Donadello | Team Utensilnord                | ?             |
| 9            | Michał Gołaś       | Amica Chips-Knauf               | ?             |
| 10           | Richard England    | Amore & Vita-McDonalds          | ?             |
| 4 lipca 2009 |                    |                                 |               |

## Etap 6:Radomsko—Łódź(156,6 km)
| Miejsce      | Zawodnik            | Team                            | Czas          |
| ------------ | ------------------- | ------------------------------- | ------------- |
| 1            | Bartłomiej Matysiak | CCC-Polsat-Polkowice            | 3:36:13 godz. |
| 2            | Andrij Griwko       | ISD Cycling Team                | +0:00:00      |
| 3            | Radosław Romanik    | Polska-BGŻ                      | +0:00:00      |
| 4            | Mathias Belka       | LKT Team Brandenburg            | ?             |
| 5            | Krzysztof Jeżowski  | CCC-Polsat-Polkowice            | ?             |
| 6            | Domenico Loria      | Centri Della Calzatura-Partizan | ?             |
| 7            | Roger Kluge         | LKT Team Brandenburg            | ?             |
| 8            | Iwajło Gabrowski    | Heraklion-Nessebar              | ?             |
| 9            | Jurij Metłuszenko   | Amore & Vita-McDonalds          | ?             |
| 10           | Henning Bommel      | LKT Team Brandenburg            | ?             |
| 5 lipca 2009 |                     |                                 |               |

## Klasyfikacja generalna
| Miejsce | Zawodnik            | Team                            | Czas           |
| ------- | ------------------- | ------------------------------- | -------------- |
| 1       | Artur Król          | Centri Della Calzatura-Partizan | 21:59:30 godz. |
| 2       | Andrij Griwko       | ISD Cycling Team                | +00:03:35 min. |
| 3       | Radosław Romanik    | Polska-BGŻ                      | +00:03:40 min. |
| 4       | Matthias Friedemann | PSK Whirlpool-Author            | ?              |
| 5       | Bartłomiej Matysiak | CCC-Polsat-Polkowice            | ?              |
| 6       | Bartosz Huzarski    | ISD Cycling Team                | ?              |
| 7       | Danilo Hondo        | PSK Whirlpool-Author            | ?              |
| 8       | Tomasz Lisowicz     | CCC-Polsat-Polkowice            | ?              |
| 9       | Robert Radosz       | Mróz Continental Team           | ?              |
| 10      | Jacek Morajko       | Mróz Continental Team           | ?              |

## Zwycięzcy innych klasyfikacji

### Żółta koszulka lidera
- –  Artur Król

### Klasyfikacja punktowa
- Danilo Hondo

### Klasyfikacja górska
- Jacek Morajko

### Klasyfikacja młodzieżowa
- Kajetan Skrobich

### Klasyfikacja drużynowa
- Centri Della Calzatura-Partizan